# Ichthyodes longicornis
Ichthyodes longicornis là một loài bọ cánh cứng trong họ Cerambycidae.